# Coșteiu, Timiș

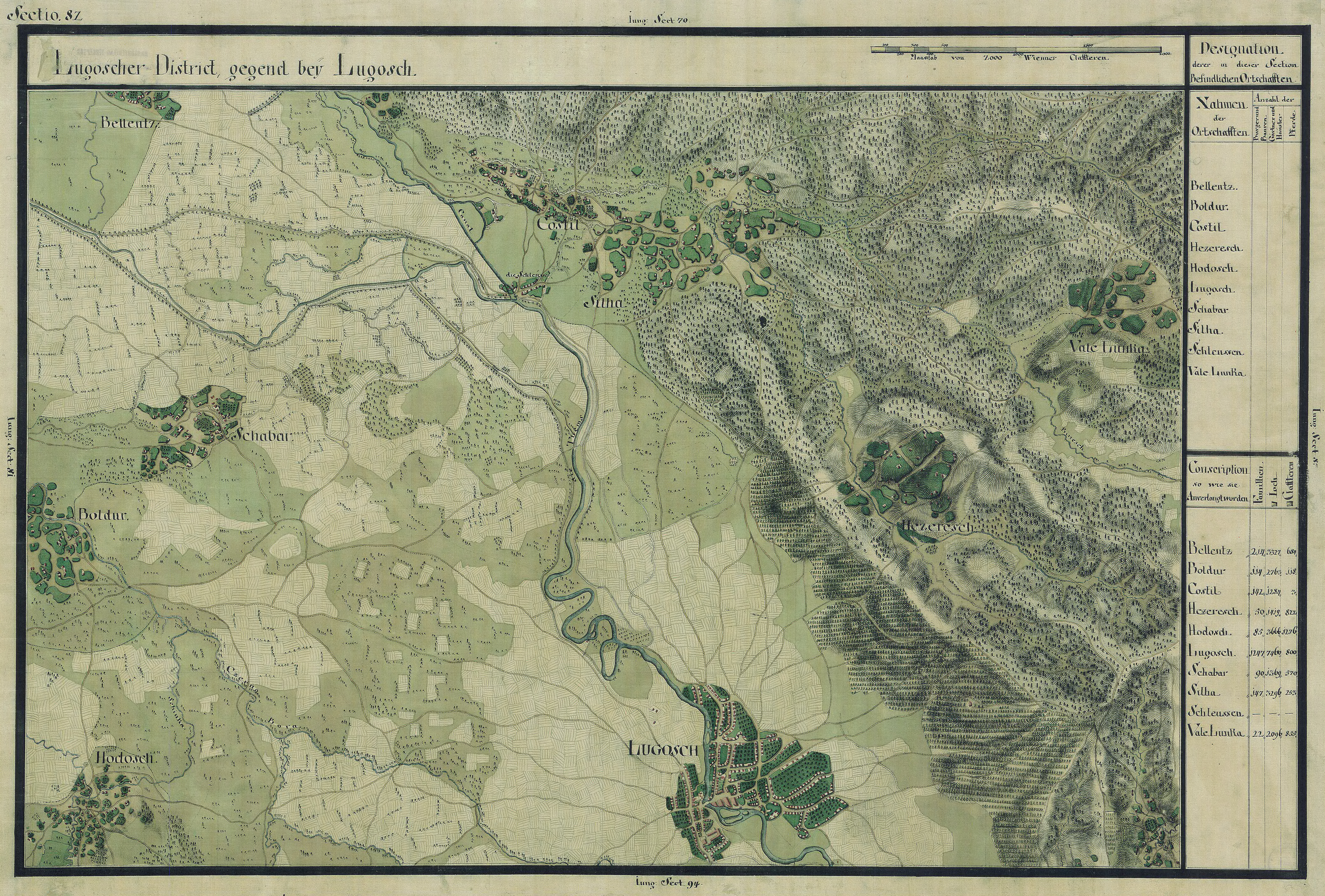
Coşteiu în Harta Iosefină a Banatului, 1769-72

Coșteiu este satul de reședință al comunei cu același nume din județul Timiș, Banat, România. Localitatea a fost formată în 1924 prin unirea fostelor localități separate: Coșteiu Mare (maghiară Nagykastély) cu Coșteiu Mic (maghiară Kiskastély) și cu Sâlha (maghiară Szilha).